# Miguel Bastón
Miguel González Bastón (ur. 29 czerwca 1961 w Marín) – hiszpański piłkarz występujący na pozycji bramkarza. Ojciec Borji Bastóna, byłego młodzieżowego reprezentanta Hiszpanii, zawodnika m.in. Atlético Madryt.

## Kariera
Rozpoczął swoją karierę w Atlético Madryt, nigdy jednak nie zadebiutował w barwach pierwszego zespołu, grając tylko w drużynie rezerw. W 1984 roku, nie mogąc wygrać rywalizacji z pozostałymi bramkarzami, opuścił klub i przeniósł się do Realu Burgos, wraz z którym wywalczył awans najpierw do Segunda División, a następnie do Primera División. W hiszpańskiej ekstraklasie stracił miejsce w bramce na rzecz Agustína Elduayena i w ciągu trzech lat rozegrał zaledwie 10 spotkań ligowych. Przed sezonem 1993/94 Real spadł do drugiej ligi, zaś Bastón zaczął ponownie regularnie bronić, nie uchronił jednak zespołu przed kolejną degradacją i po zakończeniu rozgrywek opuścił klub.

## Statystyki kariery
| Klub               | Sezon              | Liga               | Liga  | Liga   |
| Klub               | Sezon              | Liga               | Mecze | Bramki |
| ------------------ | ------------------ | ------------------ | ----- | ------ |
| Atlético Madryt B  | 1982/83            | Segunda División   | 0     | 0      |
| Atlético Madryt B  | 1983/84            | Segunda División   | 11    | 0      |
| Atlético Madryt B  | Ogólnie            | Ogólnie            | 11    | 0      |
| Real Burgos        | 1987/88            | Segunda División   | 29    | 0      |
| Real Burgos        | 1988/89            | Segunda División   | 37    | 0      |
| Real Burgos        | 1989/90            | Segunda División   | 38    | 0      |
| Real Burgos        | 1990/91            | Primera División   | 4     | 0      |
| Real Burgos        | 1991/92            | Primera División   | 1     | 0      |
| Real Burgos        | 1992/93            | Primera División   | 5     | 0      |
| Real Burgos        | 1993/94            | Segunda División   | 18    | 0      |
| Real Burgos        | Ogólnie            | Ogólnie            | 132   | 0      |
| Ogólnie w karierze | Ogólnie w karierze | Ogólnie w karierze | 143   | 0      |